# نصر الإسكندري
نصر الإسكندري (تاريخ الميلاد غير معروف - 561هـ/1166م) هو أبو الفتح، نصر بن عبد الرحمن الإسكندري، أديب ونحوي وفقيه مصري من أهل الإسكندرية، رحل إلى بغداد وزار أصبهان، ويظن أنه توفي بها. له كتاب البلدانيات والمواضع المشهور: ««الأمكنة والمياه والجبال والآثار ونحوها المذكورة في الأخبار والأشعار»».

## نسبه
هو نصر بن عبد الرحمن بن إسماعيل ابن علي، أبو الفتح الفزاري الإسكندري.